# Georgeta Hurmuzachi-Dumitrescu
Georgeta Hurmuzachi-Dumitrescu (n. 23 ianuarie 1936, Arbore, Suceava) este o gimnastă română, laureată cu bronz olimpic  la Melbourne 1956.

## Distincții
- Medalia Muncii (18 decembrie 1956) „pentru merite deosebite in pregătire și pentru rezultatele obținute la cea de a XVI-a ediție a jocurilor olimpice care au avut loc la Melbourne”[1]